# Belgarath Besvärjaren
Belgarath Besvärjaren är en legendomspunnen besvärjare i David Eddings bokserierna Sagan om Belgarion och Sagan om Mallorea.
Han kallas Gammelvarg av sin dotter och Onkel Varg av Garion, då han kan byta skepnad till i princip vilket djur som helst, men han föredrar varg.
Han är far till Polgara Besvärjerskan och Beldaran, gift med Poledra.
Belgarath hette ursprungligen Garath, vilket kom sig av namnet på hans hemby, Gara, men fick prefixet "Bel" (den älskade) till sitt namn, Belgarath, när han blev lärjunge till guden Aldur.
Han är även huvudperson i serien med samma namn, skriven av David och Leigh Eddings. Bokserien Belgarath Besvärjaren består på svenska av två böcker, Aldurs dal och
Rivas ättling. På engelska är det dock bara en bok som heter Belgarath the Sorcerer, Aldurs dal motsvarar kapitel 1-32 och Rivas ättling motsvarar kapitel 33-50.